# Storthyngura benti
Storthyngura benti är en kräftdjursart som beskrevs av Wolff 1956. Storthyngura benti ingår i släktet Storthyngura och familjen Munnopsidae.
Artens utbredningsområde är havet kring Nya Zeeland. Inga underarter finns listade i Catalogue of Life.